# Hybridica

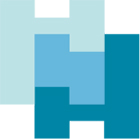
Das Logo der hybridica

Die hybridica war eine internationale Fachmesse zur Entwicklung und Herstellung hybrider Bauteile. 

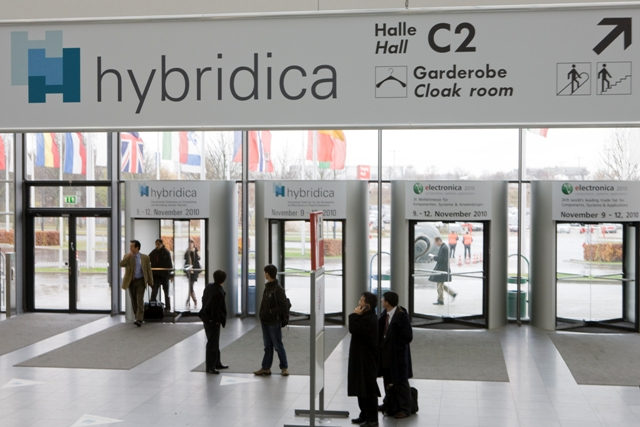
Eingang zur hybridica 2008

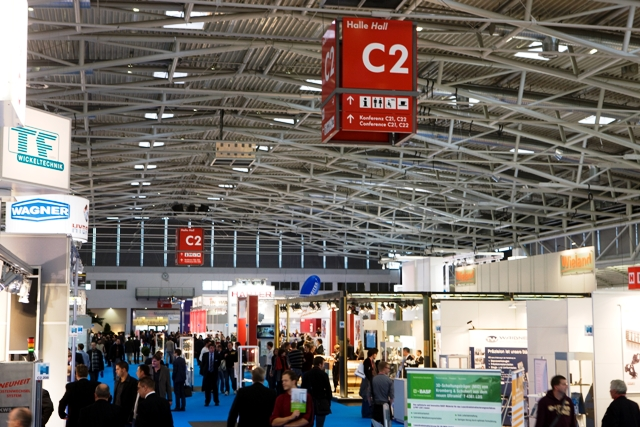
Blick in Halle C2, hybridica 2008

Sie wurde von der Messe München International ins Leben gerufen und fand zwischen 2008 und 2012 parallel zur Messe electronica auf dem Gelände der Messe München statt.  
Gegenstand der Messe waren hybride Bauteile auf Basis von Materialverbünden sowie die Abbildung ihrer gesamten Wertschöpfungskette in der industriellen Fertigung: von den benötigten Rohstoffen, der Entwicklung und dem Prototyping, über den Werkzeug- und Formenbau, die Fertigungsanlagen, Maschinen und Automatisierungstechnik, bis hin zu konkreten Anwendungen und fertigen Produkten. 
Zur Veranstaltung 2014 integrierte die electronica, Weltleitmesse für Komponenten, Systeme und Anwendungen der Elektronik, Hersteller von hybriden Komponenten. Die hybridica wird nicht mehr als eigene Marke fortgesetzt. Die nächste electronica findet von 13. – 16. November 2018 statt. 